# Gimme Shelter (álbum)
Gimme Shelter es el quinto álbum recopilatorio de la banda británica The Rolling Stones, lanzado por la discográfica Decca en 1971. Este trepó al puesto nº19 en las listas británicas. Este álbum no es la banda sonora del documental Gimme Shelter de 1970. El lado uno se compone de material previamente lanzado en 1968 y 1969. El lado dos incluye parte del material lanzado en el primer álbum en directo Got Live If You Want It! el cual fue registrado en octubre de 1966.

## Lista de canciones
Todas las canciones compuestas por Mick Jagger y Keith Richards excepto donde lo indica
Cara uno
1. "Jumpin' Jack Flash"
2. "Love in Vain" (Robert Johnson)
3. "Honky Tonk Women"
4. "Street Fighting Man"
5. "Sympathy for the Devil"
6. "Gimme Shelter"

Cara dos
1. "Under My Thumb"
2. "Time Is on My Side" (Norman Meade)
3. "I've Been Loving You Too Long" (Otis Redding, Jerry Butler)
4. "Fortune Teller" (Naomi Neville)
5. "Lady Jane"
6. "(I Can't Get No) Satisfaction"